# Zdzisław Janik
Zdzisław Janik (ur. 11 listopada 1964 w Krakowie) – piłkarz występujący na pozycji pomocnika, były reprezentant Polski. W polskiej ekstraklasie rozegrał łącznie 100 meczów strzelając 16 goli. Obecnie jest trenerem zespołu Garbarza Zembrzyce.

## Reprezentacja Polski
W reprezentacji narodowej wystąpił w trzech meczach (rozegranych między 3 a 9 grudnia 1991) i strzelił jedną bramkę, debiutował w przegranym 0:4 meczu z reprezentacją Egiptu.
| lp. | Data           | Miejsce | Przeciwnik | Rezultat | Rozgrywki  | Grał   | Uwagi |
| --- | -------------- | ------- | ---------- | -------- | ---------- | ------ | ----- |
| 1.  | 3 grudnia 1991 | Kair    | Egipt      | 0-4      | towarzyski | do 80' |       |
| 2.  | 5 grudnia 1991 | Kair    | Egipt      | 0-0      | towarzyski | do 72' |       |
| 3.  | 9 grudnia 1991 | Kuwejt  | Kuwejt     | 2-0      | towarzyski | 90'    | Gol   |